# Eparchie železnogorská
Eparchie Železnogorsk je eparchie ruské pravoslavné církve nacházející se v Rusku.

## Území a titul biskupa
Zahrnuje správní hranice území Dmitrijevského, Železnogorského, Konyšjovského, Lgovského, Fatěžského a Chomutovského rajónu Kurské oblasti.
Eparchiálnímu biskupovi náleží titul biskup železnogorský a lgovský.

## Historie
Dne 26. července 2012 byla rozhodnutím Svatého synodu zřízena železnogorská eparchie oddělením území z kurské eparchie. Stala se součástí nově vzniklé kurské metropole.

## Seznam biskupů
- 2012–2020 Veniamin (Koroljov)
- 2020–2020 German (Moralin), dočasný administrátor
- od 2020 Paisij (Jurkov)